# 扎克里尼恰 (日托米爾州)
50°24′0″N 27°17′3″E / 50.40000°N 27.28417°E
扎克里尼恰（羅馬化：Zakrynychchia）是烏克蘭北部的村莊，隸屬日托米爾州的茲維亞赫爾區。該村面積21.3平方公里，海拔高度235米，2001年人口265，人口密度每平方公里12.44人。